# Encyklopedia Gdańska
Encyklopedia Gdańska – polska encyklopedia, regionalna publikacja encyklopedyczna syntetyzująca dzieje i współczesność Gdańska, wydana w 2012 nakładem Fundacji Gdańskiej. ISBN 978-83-929932-5-4.
Publikacja liczy 1176 stron, zawiera blisko 4000 haseł i ponad 1600 ilustracji. Autorzy zostali członkami powołanej Ławy Encyklopedystów Gdańskich. Redaktorem naukowym był prof. Błażej Śliwiński, redaktorem prowadzącym Jarosław Mykowski. Autorami haseł zostało ogółem 247 osób. Pierwszych 5000 egzemplarzy zostało rozprowadzonych drogą subskrypcji.
Jest to pierwsze w historii Gdańska całościowe kompendium wiedzy, ukazujące wszechstronny obraz miasta od jego początków do współczesności. 

## Gedanopedia
Kontynuacją prac nad kompendium jest jej wersja internetowa, nieustannie aktualizowana i rozbudowywana pod nazwą portalu Gedanopedii. Hasła do Gedanopedii mogą być zgłaszane tylko przez zarejestrowanych autorów. Przed publikacją przechodzą proces redakcyjny, polegający na ocenie naukowej, merytorycznej i językowej. W 2021 roku Gedanopedia zawierała prawie 6 tysięcy haseł oraz 5 tysięcy zdjęć.
W 2023 z okazji 10 rocznicy powstania Gedanopedii przyznano Medale Prezydenta Miasta Gdańska.